# João de Deus Pinheiro
João de Deus Rogado Salvador Pinheiro (ur. 11 lipca 1945 w Lizbowie) – portugalski polityk i wykładowca akademicki, deputowany krajowy i europejski, były minister i członek Komisji Europejskiej.

## Życiorys
Ukończył studia w zakresie inżynierii chemicznej, w 1976 uzyskał doktorat na University of Birmingham. Objął stanowisko wykładowcy, a następnie profesora na Universidade do Minho w Bradze. W 1979 został kierownikiem jednej z katedr, w latach 80. dwukrotnie pełnił funkcję zastępcy rektora, a w 1985 powołano go na rektora tej uczelni.
W 1982 po raz pierwszy wszedł w skład administracji rządowej jako sekretarz stanu w jednym z resortów. Od 1985 do 1995 sprawował mandat posła do Zgromadzenia Republiki z ramienia centroprawicowej Partii Socjaldemokratycznej. W 1985 objął urząd ministra edukacji, później w tym samym roku został ministrem edukacji i kultury. Od 1987 do 1992 pełnił funkcję ministra spraw zagranicznych. W 1991 znalazł się wśród głównych negocjatorów (z ramienia Wspólnoty Europejskiej) i sygnatariuszy porozumienia z 7 lipca podpisanego na Wyspach Briońskich, co doprowadziło do zakończenia wojny dziesięciodniowej.
Od 1993 do 1999 wchodził w skład Komisji Europejskiej kierowanej kolejno przez Jacques’a Delorsa (jako komisarz ds. kontaktów z Parlamentem Europejskim, kultury i mediów) i Jacques’a Santera (jako komisarz ds. relacji z AKP i RPA). Od 2000 do 2005 był dyrektorem w portugalskiego holdingu energetycznym.
W wyborach w 2004 uzyskał mandat posła do Parlamentu Europejskiego. Był wiceprzewodniczącym grupy Europejskiej Partii i Europejskich Demokratów oraz członkiem Komisji Spraw Zagranicznych. W 2009 nie ubiegał się o reelekcję. W tym samym roku ponownie został wybrany w skład Zgromadzenia Republiki z listy PSD, jednak zrezygnował z zasiadania w krajowym parlamencie.